# Marc Heyral
 (mai 2014).
Si vous disposez d'ouvrages ou d'articles de référence ou si vous connaissez des sites web de qualité traitant du thème abordé ici, merci de compléter l'article en donnant les références utiles à sa vérifiabilité et en les liant à la section « Notes et références ».
Marius Herschkovitch, dit Marc Heyral, né le 21 avril 1920 à Levallois-Perret et mort à Paris le 13 décembre 1989, est un auteur-compositeur français d'origine russe.

## Biographie
Ses parents, originaires de Russie, s’étaient installés en France en 1902. En 1930, il a 10 ans lorsqu’il prend ses premières leçons de piano, qu’il abandonne trois ans plus tard, en même temps que sa scolarité, pour travailler dans une banque.
En 1938, ayant quitté la banque, il reprend des cours de piano pendant un an avec Roger Pénau, avant d’entrer à l’École Normale de Musique, dans les classes de solfège, piano et pédagogie. Il y demeure jusqu’en 1941, date à laquelle il est obligé d’interrompre ses études jusqu’à la fin de la guerre et de son service militaire, mais dès octobre 1946, il suit à nouveau des cours à l’Institut Musical de France. Parallèlement, il commence à composer des pièces pour violon et piano, ainsi que des chansons.
Le 21 avril 1947, il enregistre pour la première fois cinq chansons dont il a composé la musique sur des paroles d’Eddy Marnay et le 12 mai 1947 il passe son examen d’entrée à la S.A.C.E.M. comme compositeur.
Il fréquente les caves de Saint-Germain-Des-Prés où il joue du piano et est engagé aux Trois Mailletz en avril 1950. Le 26 août 1950, il remporte le Grand prix de la chanson française avec Monsieur le Consul à Curityba (paroles d’Henri Lemarchand et Fernand Vimont), qui marque le véritable début de sa carrière de compositeur.
Il a été, plusieurs années durant, l’accompagnateur de Francis Lemarque. Élu administrateur à la S.A.C.E.M. en 1978, il le restera jusqu’à la fin de sa vie.

## Chansons
- La Marie-Vison[1],
- Mon pot' le gitan,
- L’air de Paris,
- Les Mirettes,
- Le Noël de la rue,
- L’effet qu’tu m’fais[2],
- Notre Dame de Paris,
- Toi dans ta chapelle,
- Sur la Moskova,
- Les espaces bleus,
- Des Je t’aime,
- Les enfants de Chine,
- Une marguerite,
- Le temps d’Édith et de Django,

Il a écrit avec bien des auteurs, paroliers, chanteurs ou écrivains, entre autres :
- Charles Aznavour,
- Henri Contet,
- Bernard Deharbre,
- Claude Delécluse,
- Jean Dréjac,
- Philippe Gérard,
- Paul Guth,
- Serge Lama,
- Henry Lemarchand,
- Francis Lemarque,
- Pierre Louki,
- Raymond Mamoudy,
- Eddy Marnay,
- Georges Moustaki,
- Édith Piaf,
- Jacques Plante,
- Michel Rivgauche,
- René Rouzaud,
- Michelle Senlis,
- Jean Valtay,
- Roger Varnay,
- Jacques Verrières,
- Georges Walter

Ses chansons ont été interprétées par :
- Yves Montand,
- Édith Piaf,
- Patachou,
- Jacqueline François,
- Tino Rossi,
- Juliette Gréco,
- Renée Lebas,
- Charles Aznavour,
- Francis Lemarque,
- Mouloudji,
- Barbara,
- Bourvil,
- Les Frères Jacques,
- Jean-Claude Pascal,
- Françoise Fabian,
- Régine,
- Danielle Darrieux,
- Isabelle Aubret,
- Catherine Sauvage,
- Leny Escudero,
- Pierre Louki,
- André Claveau,
- Jil et Jan,
- Lucienne Delyle,
- Yvette Giraud,
- Jacques Verrières,
- Armand Mestral,
- Germaine Montero,
- Robert Ripa,
- Leo Marjane,
- Francis Linel,
- Félix Marten,
- Gaby Verlor,
- Cora Vaucaire,
- John William,
- Jacqueline Danno,
- Jean Siegfried,
- Philippe Clay,
- Francesca Solleville,
- Michèle Arnaud,
- Georges Guétary,
- Les 3 ménestrels,
- Colette Renard

Et exécutées par :
- Aimable,
- Marcel Azzola,
- Claude Bolling,
- Jean Claudric,
- Paul Mauriat